# Sidney Leslie Goodwin
Sidney Leslie Goodwin (Melksham, 9 settembre 1910 – Oceano Atlantico, 15 aprile 1912) è stato un bambino inglese che perse la vita all'età di soli 19 mesi nel naufragio del RMS Titanic.
Il suo cadavere non fu oggetto di alcun tentativo noto di identificazione per ben 95 anni, motivo per cui fu soprannominato "The unknown child" ("il bambino sconosciuto"), iscrizione riportata anche sulla sua tomba nel cimitero Fairview di Halifax. Solo nel 2007, grazie a vari test del DNA, si poté affermare con certezza che il corpo apparteneva a Sidney Goodwin.

## Biografia

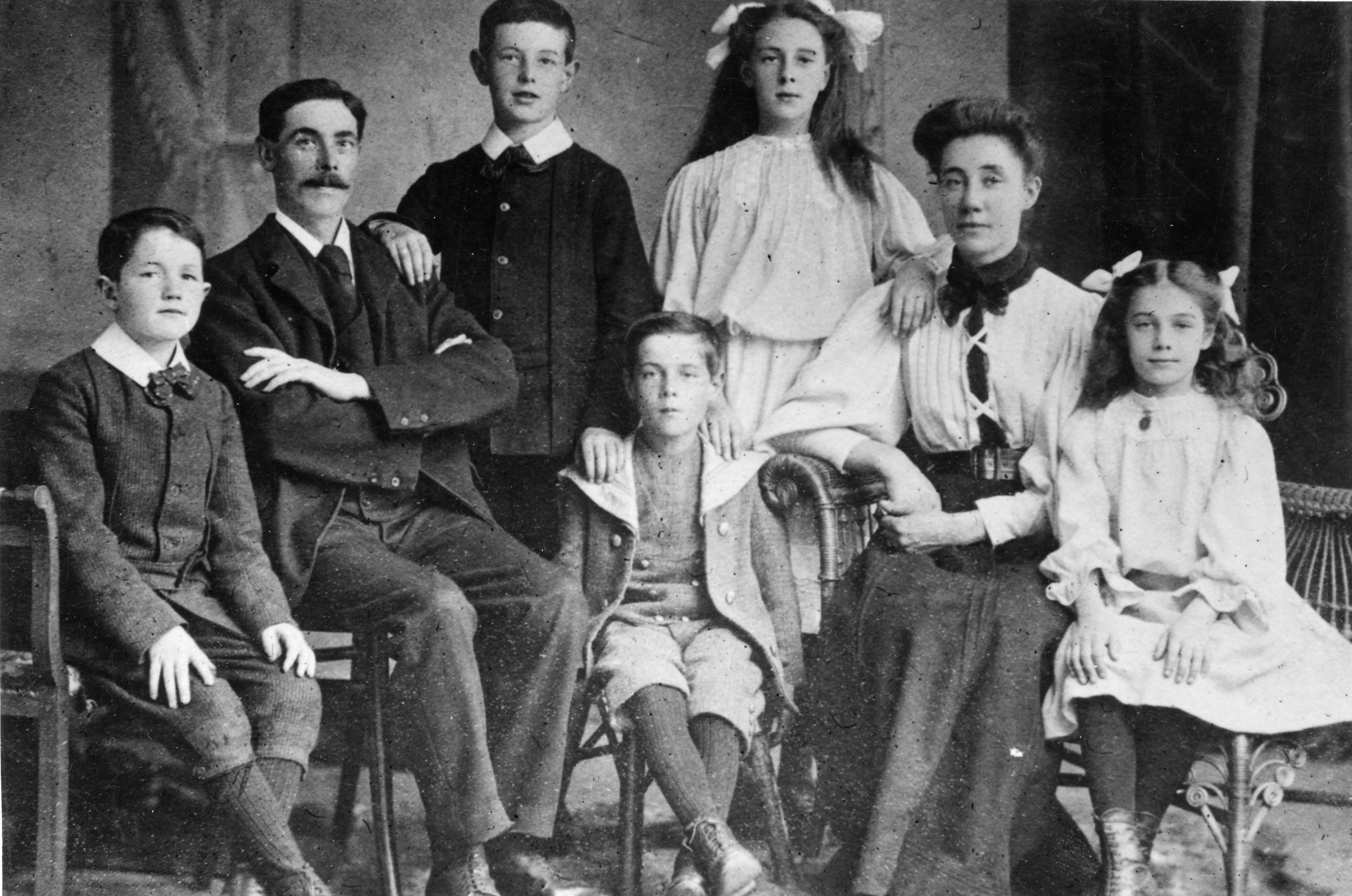
La famiglia Goodwin. Da sinistra a destra: William, Frederick, Charles, Harold (al centro), Lillian, Augusta e Jessie. Sidney non è presente in questa fotografia.

Nacque il 9 settembre 1910 a Melksham, nel Wiltshire, da Frederick Joseph Goodwin e Augusta Tyler. Aveva cinque fratelli maggiori: Lillian Augusta, Charles Edward, William Frederick, Jessie Allis Mary e Harold Victor.
Lo zio di Sidney, Thomas Goodwin, fratello di Frederick, aveva già lasciato l'Inghilterra e viveva a Niagara Falls, nello stato di New York. Si ipotizza che Frederick avesse in programma di raggiungerlo e di cercare lavoro come elettricista nella vicina centrale idroelettrica di Schoellkopf, della quale il fratello gli aveva parlato in una lettera.
I Goodwin decisero quindi di emigrare negli Stati Uniti e prenotarono dei biglietti di terza classe sulla SS New York, in partenza da Southampton, ma a causa di uno sciopero del carbone furono trasferiti sul RMS Titanic.
Non si conosce molto riguardo alle attività della famiglia durante la traversata. Potrebbe essere stata divisa nelle cabine in base al sesso e all'età, come in genere accadeva in terza classe: Frederick e i figli più grandi a prua, Augusta con Sidney e le figlie a poppa. È noto che Harold Goodwin fece amicizia e trascorse diverso tempo insieme con il coetaneo Frank Goldsmith, che sopravvisse al naufragio.
La notte tra il 14 e il 15 aprile 1912, i Goodwin vennero a sapere della collisione della nave con un iceberg quando ormai tutte le lance di salvataggio erano già state ammainate. Tutti i componenti della famiglia pertanto finirono nelle acque dell'Oceano Atlantico e morirono.
Nel suo libro The Night Lives On, lo storico Walter Lord dedicò un capitolo alla famiglia Goodwin ("What Happened to the Goodwins?") con l'intento di smontare la tesi della White Star Line secondo cui un elevato numero di passeggeri di terza classe perì nel disastro per la non comprensione della lingua inglese, che avrebbe impedito loro di comprendere le istruzioni impartite dal personale di bordo.

## Ritrovamento e sepoltura

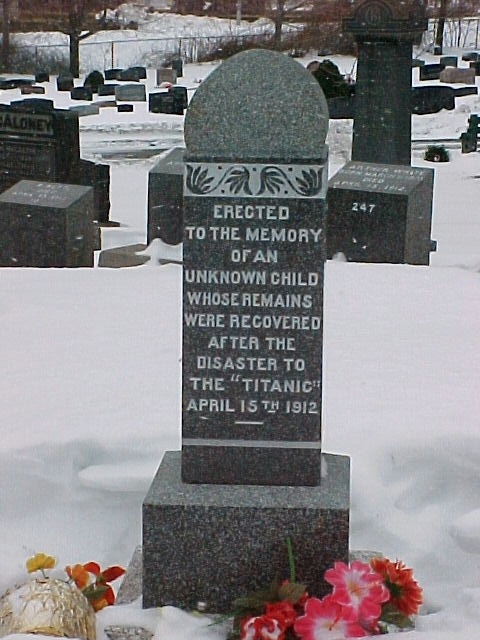
La tomba del "bambino sconosciuto" nel Fairview Cemetery

Il cadavere del "bambino sconosciuto" fu il quarto a essere recuperato dalla nave di soccorso CS Mackay-Bennett, il 17 aprile 1912. Di seguito la descrizione fornita dei resti:
CLOTHING – Grey coat with fur on collar and cuffs; brown serge frock; petticoat; flannel garment; pink woolen singlet; brown shoes and stockings.
No marks whatever.
PROBABLY THIRD CLASS»
ABBIGLIAMENTO - Cappotto grigio con colletto e polsi in pelliccia; abito marrone in serge; sottoveste; indumento in flanella; canottiera in lana rosa; scarpe e calze marroni.
Nessun segno particolare.
PROBABILMENTE DI TERZA CLASSE»
I marinai a bordo del Mackay-Bennett rimasero molto colpiti dal ritrovamento del corpicino e pagarono di tasca propria la fabbricazione della lastra tombale nel Fairview Cemetery di Halifax, recante la seguente iscrizione:
La sepoltura ebbe luogo il 4 maggio 1912; nella bara fu posto un ciondolo di rame recante la scritta "Our Babe" (letteralmente "il nostro piccolo").

## Identificazione

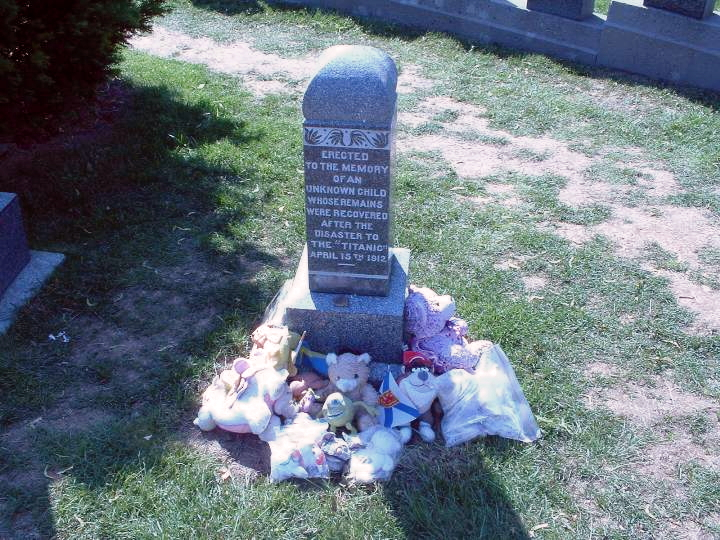
La tomba di Sidney Goodwin quando ancora la sua identità non era stata accertata, piena di animali di peluche e giocattoli per bambini.

Inizialmente si ipotizzò che il corpo appartenesse allo svedese Gösta Pålsson o all'irlandese Eugene Rice, due bambini di due anni che morirono nel naufragio.
Nel 2002 venne reso pubblico il primo tentativo di identificazione: la serie televisiva statunitense della PBS Secrets of the Dead indicò erroneamente il "bambino sconosciuto" come Eino Viljami Panula, un bambino finlandese di 13 mesi anch'esso morto nell'affondamento insieme ai familiari. Per giungere a tale conclusione fu prima effettuato un test del DNA su tre denti e su un frammento osseo, poi il profilo del DNA fu confrontato con quello di una donna finlandese di nome Magda Schleifer, la cui nonna era la sorella di Maria Emilia Panula, madre di Eino, risultando avere una buona affinità.
Nel 2007, a 95 anni dal naufragio del transatlantico, i ricercatori canadesi della Lakehead University effettuarono nuovi test del DNA sull'HVS1 (un tipo di molecola di DNA mitocondriale) del bambino e scoprirono che in realtà non aveva legami con la famiglia Panula. Grazie al DNA fornito da un parente materno residente negli Stati Uniti, il "bambino sconosciuto" fu ufficialmente identificato come Sidney Goodwin; la nuova identificazione fu annunciata il 30 luglio 2007.
Sidney divenne il simbolo di tutti i bambini morti nel naufragio del Titanic. In seguito all'identificazione, al monumento funebre originario è stata aggiunta una lapide recante il suo nome e le date di nascita e morte. Le scarpe da lui indossate furono donate nel 2002 al Maritime Museum of the Atlantic di Halifax dai discendenti di un ufficiale di polizia di Halifax incaricato di sorvegliare i corpi e gli indumenti delle vittime del Titanic.